# Белица (Сярско)
Белица, още Крушовската река, Валовищка Белица или Крушовищица (в местния говор Крушовска ряка, изписване до 1945 година: Крушовска рѣка, на гръцки: Κρουσοβίτης, Крусовитис, тоест Крушевска), е река в Сярско, Егейска Македония, Гърция, ляв приток на река Струма.

## Географска характеристика
Реката започва от седловината Бели пресеки чрез три потока: Мътна ряка, Орта къшла и Рамянска ряка. Най-дългият  ѝ приток извира от планината Шарлия (Врондос), източно под главния ѝ връх Али Баба. Тече на север и южно от Кърчово (Каридохори) завива на запад и тече през живописна долина. Минава южно от Крушево, където приема десния си приток Дула и променя посоката си на югозападна. Минава през Валовища (Сидирокастро), откъдето продължава като регулиран канал и преди Спатово (Кимиси) завива на юг. Минава източно от Баракли (Валтеро), тече на югоизток и се влива в Струма югоизточно от Бейлик махала (Валтотопи).

## Водосборен басейн
→ ляв приток, ← десен приток
- ← Хасаница
- ← Дула

- ← Спаневица

- ← Стаговица
- ← Карабидже
- → Шарлийска река (Кушлу)
- ← Сандур
- ← Омерли
- → Баба
- → Саранда Петрес
- ← Платания
- → Карадере (Маймуна)
- ← Лангада
- ← Балугана
- ← Моян
- → Лийнска
- → Кючук Али
- → Бродска река